# Aeroportul Bentota River
Aeroportul Bentota River (IATA: BJT) este un aeroport din Sri Lanka ce deservește zona Bentota⁠(d). A fost numit după zona deservită.
aeroportul dispune de o singură pistă.